# Elena Acquarone
Elena Victoria Acquarone (Concordia, Argentina, 1941), es una arquitecta y artista plástica argentina, socia del arquitecto Clorindo Testa entre 1970 y 1990.

## Biografía
Elena Acquarone nació en Concordia, Entre Ríos, y se graduó como Arquitecta en la Facultad de Arquitectura y Urbanismo de la Universidad de Buenos Aires en 1966, complementando su formación con cursos de perfeccionamiento tanto en Argentina como en el exterior.

## Trayectoria

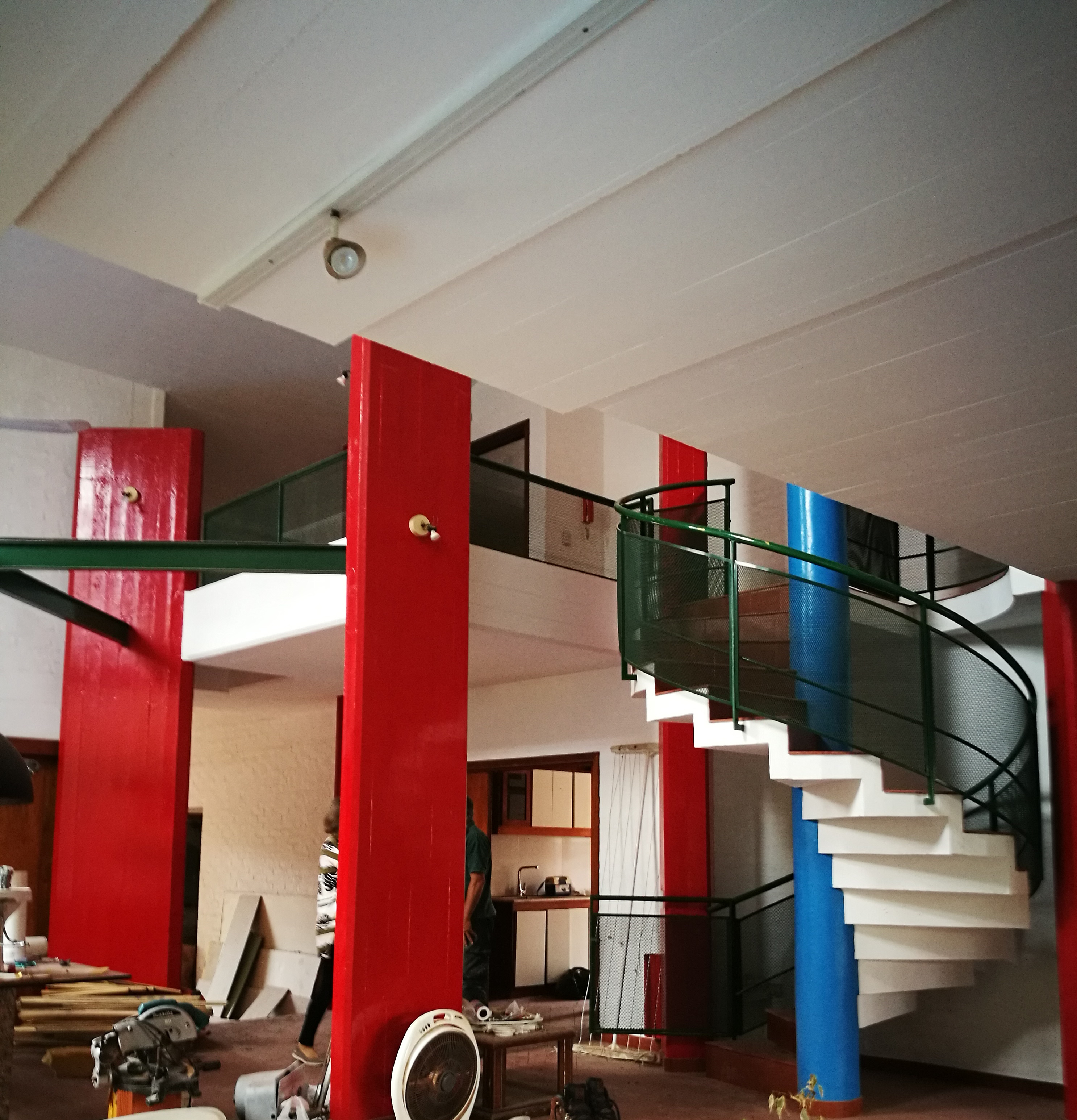
Casa en Mar del Plata, Elena Acquarone, Juan Genoud y Clorindo Testa

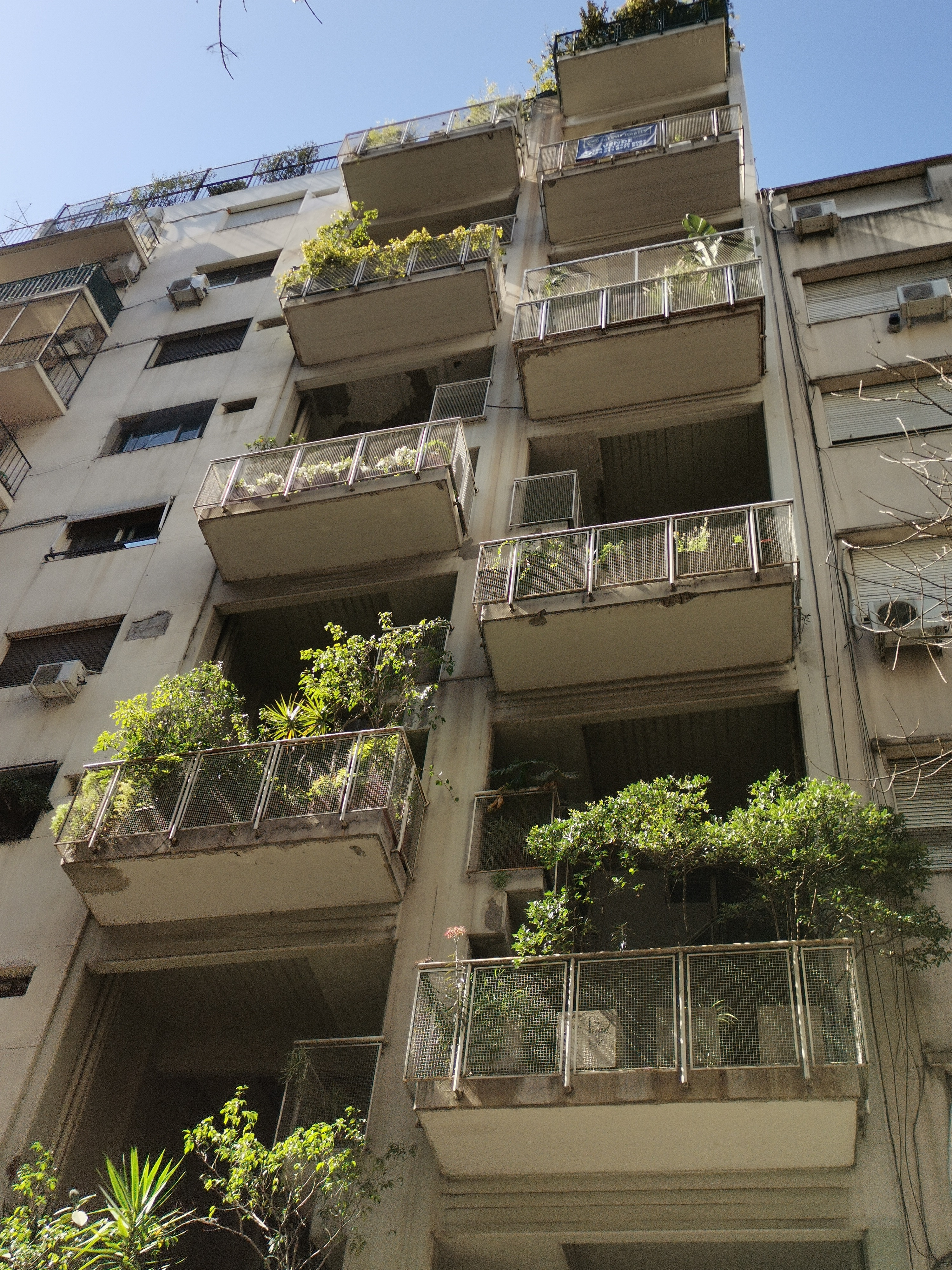
Edificio Rodríguez Peña 2043, Buenos Aires. Elena Acquarone, Héctor Lacarra y Clorindo Testa

Entre 1970 y 1990 trabajó como representante técnico y diseñadora proyectista en obras junto a los arquitectos Clorindo Testa y Héctor Lacarra, entre las que se destacan dos viviendas individuales, una en Vicente López para H. Hirsch y otra en Martínez para la familia Berson (1972); el edificio Rodríguez Peña 2043, Buenos Aires (1978) y la casa La Tumbona en Pinamar (1989).
El edificio de viviendas de Rodríguez Peña se implanta en un terreno típico de Buenos Aires de 8,66 x 64,25 y se conforma de dos volúmenes separados por un vacío. El volumen al frente sobre la línea municipal consiste en una serie de balcones aterrazados casi suspendidos en el aire que van alternándose y generando dobles alturas configurando la fachada del edificio y permitiendo garantizar en todas las unidades una correcta ventilación y luminosidad. El volumen posterior contiene los ambientes más privados de los departamentos.
De manera independiente realizó la remodelación del Instituto de estética Colmegna, utilizando materiales acrílicos y aluminio en la fachada y las divisiones interiores, generando espacios fluidos y de amplias visuales gracias a las transparencias y la liviandad de los materiales.
Con respecto a su actividad académica puede mencionarse su participación como delegada titular en el XXI Congreso Internacional de Arquitectos en Madrid (1975), como conferencista en Architectural Association en Londres (1980) y como titular de cátedra seleccionada en concurso internacional por la Universidad de Amán, Jordania (1983).
Entre 1983 y 1986 participó en la Cátedra de Miguel Ángel Roca, dictó Cátedra en Composición III en FADU-UBA y de Matemática con relación al arte en IUNA.
Como escultora fue seleccionada en 1983 como miembro de la Royal Society of British Sculpture de Londres, y como pintora ha realizado diversas presentaciones individuales y en conjunto, entre las que se destacan la de 1982 en el Covent Garden´s Market de Londres.
En 1986, con motivo de la celebración de la XIV Conferencia Internacional ICOM, le fue encomendada la ejecución del Friso Americanista presentado en la casa Central del Banco de Buenos Aires.
Sus obras forman parte de colecciones privadas tanto en su país como en el extranjero y también fueron incorporadas en los patrimonios de instituciones tales como Tate Gallery, RoyaI Society of British Sculptors, The Center of Inter American Relations, Museo de Arte de Catanzaro, Fiatal Muveszek Klubja, entre otras.
Actualmente participa regularmente de Croquiseros Urbanos, iniciativa que registra paisajes urbanos, y expone en galerías y espacios de arte.